# Nkm wz. 38 FK
El Nkm wz. 38 FK (acrónimo en polaco de Ametralladora superpesada Modelo 1938) era un cañón automático de 20 mm producido durante el período de entreguerras en Polonia. Fue empleado tanto como cañón antiaéreo, así como cañón antitanque, siendo a su vez adaptado como cañón de tanque y montado a bordo de algunas tanquetas TKS. Producido en serie entre 1938 y 1939, fue ampliamente utilizado durante la invasión alemana de Polonia de 1939. 

## Nombre
Al igual que otras armas polacas de la época, este cañón automático recibió el nombre clave de Nkm wz .38 FK. El acrónimo Nkm (en polaco: najcięższy karabin maszynowy) significa literalmente ametralladora superpesada, ya que era más pesado que las ametralladoras pesadas de la época que disparaban los cartuchos 7,92 x 57 Mauser, .303 British o 7,62 x 54 R. La segunda parte de su nombre, wz. 38 (en polaco: wzór 38) significa Modelo 1938, indcando el año en que el arma fue probada o fue diseñada. Finalmente, cuando más de un arma del mismo tipo era diseñada en un año, se añadía un acrónimo adicional al final de su designación para distinguir los distintos modelos. En este caso, FK es el acrónimo de Fabryka Karabinów, la fábrica estatal de fusiles ubicada en Varsovia.    

## Historia

### Orígenes
A inicios de la década de 1930, el Ejército de Polonia estaba buscando un moderno cañón antiaéreo y antitanque para reemplazar a los obsoletos cañones de la Primera Guerra Mundial que todavía estaban en servicio. En 1931 se probaron las ametralladoras pesadas fabricadas por la Hotchkiss, la Solothurn y la Oerlikon, pero no eran adecuadas para las necesidades polacas. Principalmente, no cumplían bien los papeles de arma antiaérea y arma antitanque. En 1937 se envió al extranjero otra comisión para probar los nuevos cañones automáticos de 20 mm producidos por la Oerlikon, la Madsen y la Hispano-Suiza. Como todos los modelos tenían varios defectos, se decidió iniciar el diseño de un cañón automático de origen polaco. El ingeniero Wawrzyniec Lewandowski de la Fabryka Karabinów de Varsovia pasó a ser el diseñador-jefe.
El prototipo, apodado Nkm vz. A, ya estaba construido en noviembre de 1937. Fue probado y hacia marzo de 1938 fueron eliminados la mayoría de defectos de diseño. Durante las pruebas adicionales, demostró tener una excelente capacidad de penetrar blindaje: podía penetrar una plancha de acero de 40 mm de espesor a 200 m de distancia. Era mejor que los cañones automáticos extranjeros como arma antiaérea y como arma antitanque. Sin embargo, se desaconsejó su empleo como arma antiaérea debido a su baja cadencia de disparo y al hecho que era muy pesado para ser empleado por la Infantería y la Caballería. Como los resultados de las pruebas fueron satisfactorios, en mayo de 1938 el Ejército polaco ordenó dos unidades adicionales para efectuar más pruebas.
Como arma antitanque para la Infantería, el cañón podía montarse sobre dos tipos de afustes: ligero (un sencillo trípode) y pesado (un afuste modificado del Bofors 37 mm). La Polskie Zakłady Optyczne también desarrolló nuevas miras antiaéreas (similares a las empleadas en el Bofors 40 mm) y el cañón fue finalmente aceptado en servicio con la designación oficial Nkm wz. 38 FK, donde FK era el acrónimo de Fabryka Karabinów (su principal diseñador).
El 26 de agosto de 1938 se ordenó un primer lote de 100 unidades. El cañón fue producido por la Zieleniewski de Sanok, con cañones fabricados por la Zakłady Przemysłowe Stowarzyszenia Mechaników Polskich z Ameryki de Pruszków y municiones de nuevo diseño producidas por la Fábrica Estatal de Municiones de Skarżysko-Kamienna. En abril de 1939 se ordenaron 140 unidades adicionales, de las cuales 40 serían armas estacionarias (sin afuste) y se tenía planeado alcanzar una producción de 100 unidades al mes.
Sin embargo, los costos iniciales fueron altos. Su diseño, las maquinarias de las fábrcas y los cañones del primer lote apenas costaron 2,2 millones de złotys. Los planes para el presupuesto de 1939/1940 se incrementaron a casi 3,4 millones. Además, el lote inicial fue fabricado a un ritmo más lento de lo esperado. Por estos motivos, cuando empezó la Segunda Guerra Mundial, de las 896 unidades ordenadas para su distribución en 1940, solamente se habían suministrado 55 al Ejército polaco.

### Empleo
El Nkm wz. 38 FK pasó a ser el cañón antiaéreo y antitanque estándar del Ejército polaco. Como cañón de tanque, fue montado a bordo de los tanques anfibios PZInż. 130, así como en los tanques ligeros 4TP. También fue montado a bordo de unas 100 tanquetas TK-3 y TKS como una medida provisoria. Cada división de Infantería estaría equipada con 8 cañones en configuración antiaérea. Además, todas las compañías antitanque serían finalmente reequipadas con este cañón.
Sin embargo, el 1 de setiembre de 1939, la producción no pasó de 55 unidades. De estas, 40 fueron montadas a bordo de tanquetas TK-3 y TKS. Se desconoce el destino de las 15 unidades montadas sobre afustes de Infantería.

### Historial de combate
Las unidades blindadas que serían equipadas con el nuevo cañón automático de 20 mm necesitaban un nuevo afuste. A mediados de 1938, se probaron las tanquetas TK-3 y TKS rearmadas con el nuevo cañón. El nuevo vehículo sería principalmente empleado como un cazatanques. En enero de 1939, la nueva tanqueta TKS con cañón de 20 mm fue aceptada en servicio. Una importante desventaja de esta solución provisoria era la poca capacidad de carga de la tanqueta - solo podía transportar una cantidad limitada de municiones. Sin embargo, también ofrecía una alta movilidad y un perfil muy bajo.

## Descripción
El Nkm wz. 38 FK era accionado por retroceso. Su cañón estaba fijado y tenía un freno de boca con bocacha apagallamas. Era alimentado desde cargadores curvos de 5 o 10 proyectiles, o tambores de 15 o 100 proyectiles.
Su munición especial estaba basada en el proyectil 20 x 138 B. Fue producida en varias configuraciones: antiblindaje trazador, incendiario trazador, así como de entrenamiento y de entrenamiento trazador. A estas se les añadió más tarde munición antiaérea y HE trazadora.   

## Penetración de blindaje
- Capacidad de penetración:

| Distancia (m)  | Espesor (mm) |
| Acero templado |              |
| 100            | 20           |
| 200            | 18           |
| 300            | 17           |
| 400            | 15           |
| 500            | 13           |
| Acero          |              |
| 300            | 25           |
| 400            | 23           |
| 500            | 20           |

Nota: Era capaz de poner fuera de combate a cualquier tanque alemán de 1939, excepto posiblemente al Panzer IV. Las fotografías halladas recientemente muestran que el tanque conducido por el Teniente Victor de Holenlohe, príncipe de Ratibor, que fue destruido por el Sargento Roman Orlik, era un Panzer IV y no un Panzer 35(t).